# Nicolas Broussier
Pour les articles homonymes, voir Broussier.
 (mars 2019).
Si vous disposez d'ouvrages ou d'articles de référence ou si vous connaissez des sites web de qualité traitant du thème abordé ici, merci de compléter l'article en donnant les références utiles à sa vérifiabilité et en les liant à la section « Notes et références ».
Nicolas Broussier, né en 1774, à Ville-sur-Saulx, était un militaire français.

## Biographie
Il partit comme volontaire dans un de ces nombreux bataillons que le département de la Meuse envoya sur la frontière, au commencement des guerres révolutionnaires, et reçut le baptême de sang sur le champ de bataille d'Arlon. Pendant la campagne de 1801 au passage du Mincio, il fut atteint d'une nouvelle blessure, en débusquant l'ennemi du village de Pazzolo, à la tête de quelques tirailleurs de la 43e. Légionnaire dès 1803, lorsqu'il était capitaine aide-de-camp du général Jean-Baptiste Broussier, son cousin, et chef de bataillon, pendant la campagne de 1809, il conduisit lui-même, le 29 juin, deux bataillons au secours du 24e régiment bloqué depuis trois jours dans le faubourg Saint-Léonard, à Gratz, par 10 000 Croates, et ramena le régiment sur le drapeau duquel l'Empereur fit inscrire la devise : un contre dix.
En 1813, Napoléon Ier confia à Broussier le commandement du 9e de ligne, régiment composé d'enfants de Paris, à la tête desquels, le 2 mars 1814, il escalada les remparts de Parme, où il reçut un coup de baïonnette : il s'empara de la porte Michel par laquelle l'ennemi devait opérer sa retraite, et fit mettre bas les armes au régiment hongrois Francesco Carl.
La Restauration, qui avait d'abord relégué Broussier dans la non-activité, lui donna, en 1819, le 5e régiment de ligne qu'il conduisit en Espagne, où sa conduite lui mérita, le 3 octobre 1823, le grade de maréchal de camp dans la division du Haut-Èbre. Broussier commanda le département de la Côte-d'Or, de 1831 à 1836.
Il se retira ensuite à Bar-le-Duc, où il est mort d'une attaque d'apoplexie foudroyante le 10 janvier 1850.

## Décorations
- Commandeur de la Légion d'honneur,
- Chevalier de l'ordre de Saint-Louis,
- Ordre de Charles III d'Espagne.